# Powder River (filme)
Powder River (bra Honra sem Fronteiras) é um filme estadunidense de 1953, do gênero bangue-bangue, dirigido por Louis King, com roteiro de Sam Hellman, Daniel Mainwaring e Geoffrey Homes, baseado no romance Wyatt Earp, Frontier Marshal, de Stuart N. Lake.

## Sinopse
Pistoleiro assume o cargo de xerife de turbulenta cidade e acredita que um angustiado médico é um assassino que longamente procura.

## Elenco
- Rory Calhoun ....... Chino Bullock
- Corinne Calvet ....... Frenchie Dumont
- Cameron Mitchell ....... Mitch Hardin
- Penny Edwards....... Debbie Allen
- Carl Betz ....... Loney Hogan
- John Dehner ....... Harvey Logan
- Raymond Greenleaf .......  Prudy
- Victor Sutherland ....... Prefeito Lowery
- Ethan Laidlaw ....... Lame Jack Banner
- Robert J. Wilke ....... Will Horn
- Harry Carter ....... Bo Curry
- Robert Adler ....... Pike Kendreck